# Léopold Szondi
Léopold Szondi, Lipót Szondi (ur. 11 marca 1893 w Nitrze, zm. 24 stycznia 1986 w Küsnacht) – węgierski lekarz psychiatra i psychoanalityk, autor testu projekcyjnego (test Szondiego). 
Podczas wojny więziony w obozie koncentracyjnym Bergen-Belsen. Pod koniec 1944 roku uwolniony, zamieszkał w Szwajcarii. 
Jego synem był Péter Szondi.